# Harald Effenberg

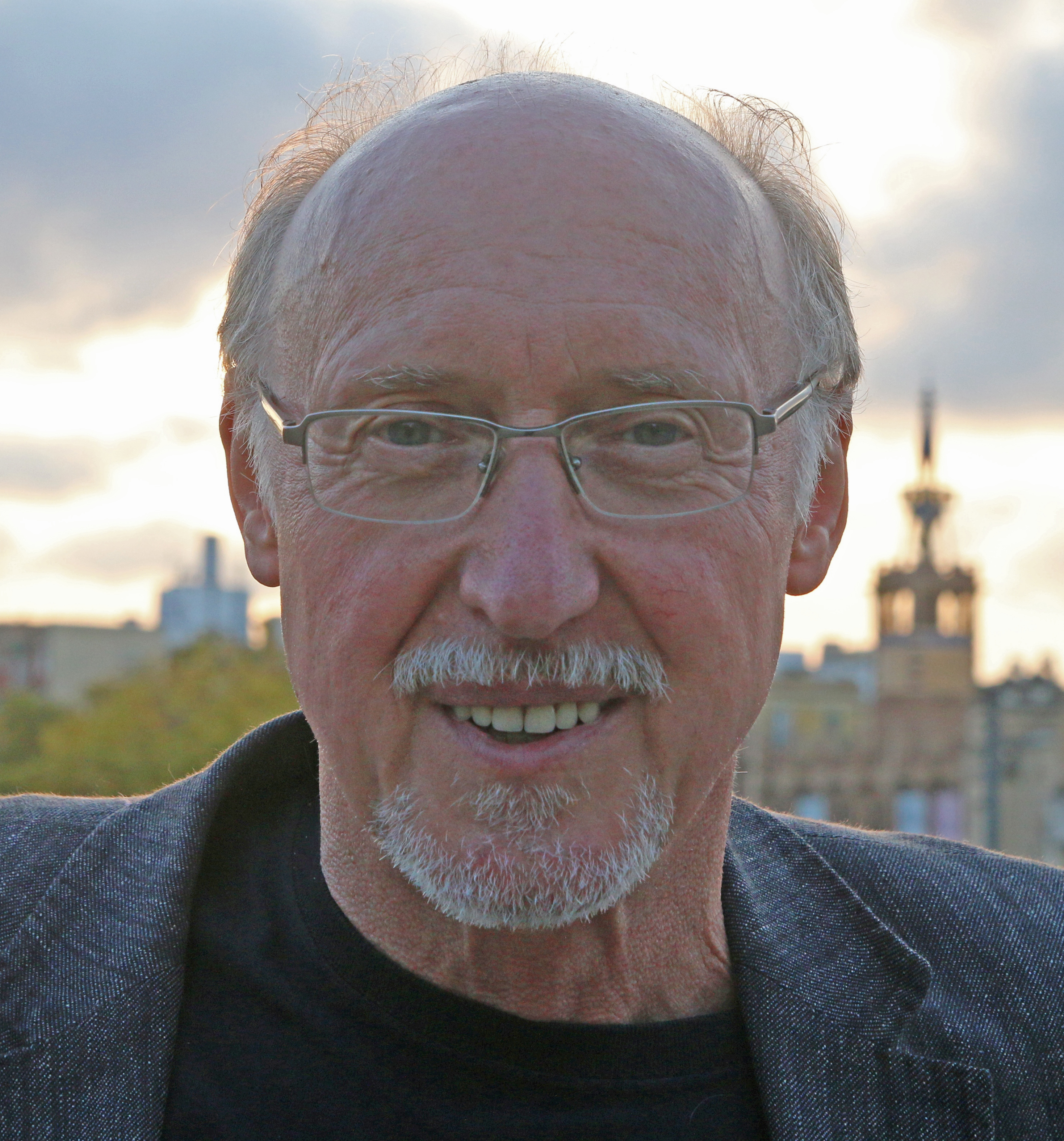
Harald Effenberg (2021)

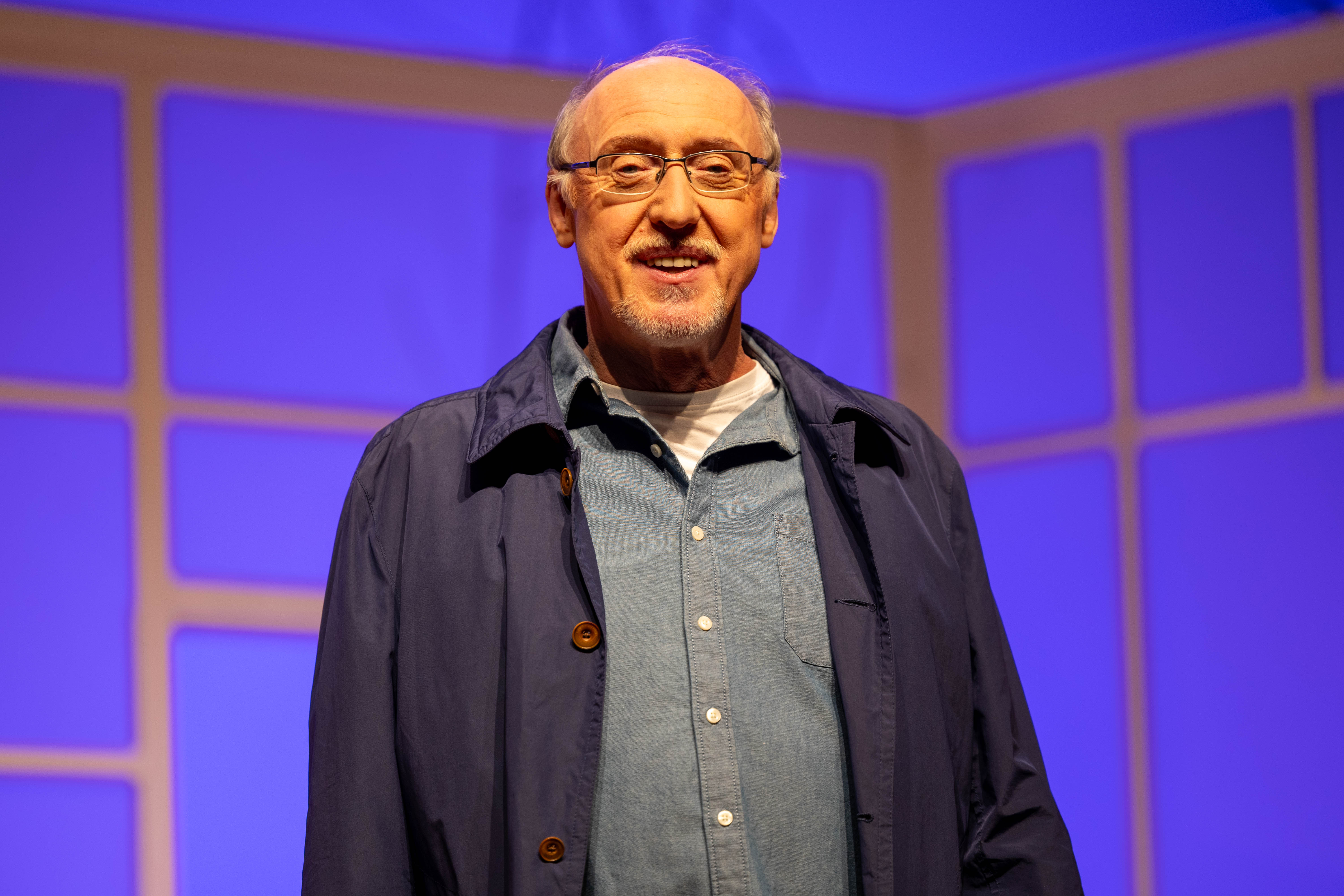
Harald Effenberg (2024) Komödie am Kurfürstendamm

Harald Effenberg (* 7. August 1957 in Pätz) ist ein deutscher Schauspieler und Synchronsprecher.

## Leben
Harald Effenberg wuchs im Südwesten West-Berlins auf und besuchte Mitte der 1970er Jahre die Fritz-Kirchhoff-Schule (damals noch in Dahlem), gemeinsam mit u. a. Sabine Thiesler, Oliver Stritzel und Dominique Horwitz. Als Schüler von Ingrid Kaehler beendete er seine Ausbildung und hatte am 9. Dezember 1977 Premiere als „Garcin“ in Sartres Hinter verschlossenen Türen im Zimmertheater Der Balkon in Berlin.
Er spielte 1984 den „Theo in der Tonne“ in Didi und die Rache der Enterbten. In diversen Fernsehsendungen mit Dieter Hallervorden ist Effenberg seit 1995 häufig dessen Sketchpartner, so in Hallervordens Spottlight und Comedy-Falle.
Wiederkehrende Auftritte hatte Harald Effenberg unter anderem im Theater am Kurfürstendamm, dem Jungen Theater Berlin, dem Berliner Renaissance-Theater sowie beim Berliner Kabarett-Theater Die Wühlmäuse.
Seit der Wiedereröffnung des Schlossparktheaters unter Dieter Hallervorden ist Effenberg dort regelmäßig in wechselnden Rollen zu sehen, so z. B. als „Toby“ in der deutschen Erstaufführung der englischen Politsatire König der Herzen von Alistair Beaton und als „Nick“ in Die Vernissage von Donald Margulies.
Im Jahre 2005 erschien sein Buch Die 100 besten Witze aller Zeiten.
Seit 2015 ist Harald Effenberg auch als Synchronsprecher aktiv und hat neben einem Dutzend Filmen in ca. 60 Serien stimmlich mitgewirkt. darunter Father Brown, Homeland oder auch Agatha Christie’s Marple.
Im März 2020 startete Effenberg einen täglichen Podcast, Haralds Podcast, in dem er kleine Leseproben vorträgt, Witze erzählt und Anekdoten zum Besten gibt. Der Podcast ist ein Resultat aus der Zeit in der Corona-Krise.
Am 10. April 2020 war er in Dieter Hallervordens Internet-Show Geist mit Humor zu sehen.
Er wohnt mit seiner Familie in Kleinmachnow bei Berlin.

## Filmografie

### Filme
- 1979: Tatort: Gefährliche Träume (Fernsehreihe)
- 1981: Die blonde Caroline
- 1982: Flüchtige Bekanntschaften
- 1983: Konrad oder Das Kind aus der Konservenbüchse
- 1983: Plem, Plem – Die Schule brennt
- 1983: Brückenschläge
- 1985: Didi und die Rache der Enterbten
- 1985: Gefahr für die Liebe – AIDS
- 1988: Zum Beispiel Otto Spalt
- 1988: Die Senkrechtstarter
- 1989: Mrs. Harris fährt nach Monte Carlo
- 1989: 10 Minuten Berlin
- 1990: Endlich allein
- 1999: Die letzte Chance
- 1999: Das Mädchen aus der Torte
- 2000: Tatort: Von Bullen und Bären (Fernsehreihe)
- 2000: Tatort: Einsatz in Leipzig (Fernsehreihe)
- 2001: Solange wir lieben
- 2001: Love Letters – Liebe per Nachnahme
- 2002: Tanners letzte Chance
- 2007: Zwei Wochen Chef
- 2009: Der schwarze Kanal kehrt zurück
- 2018: Spreewaldkrimi: Tödliche Heimkehr (Fernsehreihe)
- 2019: 1000 Könige

### Fernsehserien
- 1981: Löwenzahn (1 Folge: Eine Linde namens Paul)
- 1988: Liebling Kreuzberg (1 Folge)
- 1988: Berliner Weiße mit Schuss (1 Folge)
- 1989: Der Landarzt (1 Folge)
- 1991: Der Hausgeist (1 Folge)
- 1992: Der Millionenerbe (1 Folge)
- 1992: Mit Herz und Schnauze
- 1993: Sachen zum Lachen
- 1993, 1995: Salto Postale (2 Folgen)
- 1994–2003: Hallervordens Spott-Light
- 1996: Mona M. – Mit den Waffen einer Frau (1 Folge)
- 1996: Ein starkes Team (1 Folge)
- 1997: Ein Mord für Quandt (1 Folge)
- 1997: Die Feuerengel (1 Folge)
- 1998–2003: Schloss Einstein (6 Folgen)
- 1998: Alarm für Cobra 11 – Die Autobahnpolizei (1 Folge)
- 1998: Wolffs Revier (1 Folge)
- 1998–1999: Salto Kommunale (6 Folgen)
- 1999: In aller Freundschaft (1 Folge)
- 2000: Fieber – Ärzte für das Leben (2 Folgen)
- 2001: Zebralla!
- 2001: HeliCops – Einsatz über Berlin (1 Folge)
- 2001: Balko (1 Folge)
- 2002: Edel & Starck (1 Folge)
- 2002: Unser Charly (1 Folge)
- 2003: Körner und Köter (1 Folge)
- 2004, 2009, 2015: SOKO Wismar (3 Folgen)
- 2005: Siebenstein (1 Folge: Der schlaue Hut)
- 2017–2019: Jerks. (4 Folgen)
- 2017: Abgestempelt (1 Folge)
- 2017: Dark (1 Folge)
- 2021: Mein Freund, das Ekel
- 2022: Inventing Anna

## Theater (Auswahl)
- 1977: Hinter verschlossenen Türen, Zimmertheater „Der Balkon“, Berlin, Regie: Ingrid Kaehler
- 1978: Jungfrau mit Fünflingen, Hansa Theater, Berlin, Regie: Erich Neureuther
- 1978: Eine phantastische Nacht, Tournee-Theater am Kurfürstendamm, Regie: Jürgen Wölffer
- 1979: Ein idealer Gatte, Renaissance-Theater Berlin, Regie: Heinz Drache
- 1980: Bezaubernde Julia, Renaissance-Theater Berlin, Regie: Horst Heinze
- 1981: Hokuspokus, Renaissance-Theater Berlin, Regie: Heinz Drache
- 1985–1986: Meisterdetektiv Kalle Blomquist, Berliner Kammerspiele, Regie: Harald K. Reinke
- 1986–1987: Bluthochzeit, Junges Theater Berlin, Regie: Ingrid Kaehler
- 1986–1987: Pippi Langstrumpf, Berliner Kammerspiele, Regie: Harald K. Reinke
- 1987: Dreigroschenoper, Theater des Westens Berlin, Regie: Günter Krämer
- 1990: Im Weißen Rössl, Stadttheater Chur, Regie: Franz Winter
- 1993, 1994: Die Kaktusblüte, Tournee Theater am Kurfürstendamm, Regie: Jürgen Wölffer
- 1993: Don Camillo und Peppone, Hansa Theater, Berlin, Regie: Klaus Rumpf
- 1994: Arsen und Spitzenhäubchen, Theater am Kurfürstendamm, Regie: Wolfgang Spier
- 2002, 2003: Im Weißen Rößl, Stadttheater Minden, Regie: Andreas Lachnit
- 2004–2006: Dinner für Spinner, Berliner Kabarett-Theater „Die Wühlmäuse“ und Anhaltisches Theater Dessau, Regie: Ralf Gregan
- 2007–2008: Die Nervensäge, Berliner Kabarett-Theater „Die Wühlmäuse“ und Anhaltisches Theater Dessau, Regie: Ralf Gregan
- 2008–2015: Stationen eines Komödianten, Berliner Kabarett-Theater „Die Wühlmäuse“, Regie: Dieter Hallervorden
- 2010: Zebralla!, Schlosspark-Theater Berlin, Regie: Dieter Hallervorden
- 2011: Arsen und Spitzenhäubchen, Schlosspark-Theater Berlin, Regie: Ottokar Runze
- 2012: Ein seltsames Paar, Schlosspark-Theater Berlin, Regie: Adelheid Müther
- 2013: Ladykillers, Schlosspark-Theater Berlin, Regie: Thomas Schendel
- 2014: The King’s Speech, Schlosspark-Theater Berlin, Regie: Thomas Schendel
- 2015: Amadeus, Schlosspark-Theater Berlin, Regie: Thomas Schendel
- 2016: Weihnachten auf dem Balkon, Komödie Winterhuder Fährhaus, Regie: Jürgen Wölffer
- 2017: Funny Money, Schlosspark-Theater Berlin, Regie: Anatol Preissler
- 2017: Harold und Maude, Schlosspark-Theater Berlin, Regie: Manfred Langner
- 2017: Weihnachten auf dem Balkon, Theater am Kurfürstendamm, Regie: Jürgen Wölffer
- 2018–2019: Das Blaue vom Himmel, Komödie Frankfurt/M., Regie: Thomas Schendel
- 2020: Ein seltsames Paar, Schlosspark-Theater Berlin, Regie: Marten Sand
- 2021: Das Blaue vom Himmel, Komödie im Bayerischen Hof, Regie: Marko Pustišek
- 2022: Das Huhn auf dem Rücken, Komödie Winterhuder Fährhaus, Regie: Marten Sand
- 2023: Stationen eines Komödianten, Schlosspark-Theater Berlin, Regie: Dieter Hallervorden

## Synchronrollen (Auswahl)
- 2016: One Punch Man als Dr. Kuseno
- 2017: Niko und das Schwert des Lichts als Commodore Chompsky
- 2018: Black Lightning als Randy
- 2019: Fairy Tail als Yajima
- 2019: Dr. Who als Terileptil Leader
- 2019: Kommissar Wisting als Knud Frost
- 2019: Einer von Sechs als Leland
- 2019: In sicheren Händen als Jean-Paul
- 2019: Atiye – Die Gabe als Mustafa
- 2020: The Crown als Denis Thatcher
- 2021: Stay Out Stay Alive als Officer Drake
- 2021: The Field als Sheriff Roy
- Seit 2021: Ninjago als Timothy „Tingeli Tim“ Batterson
- 2022: Wikinger-Schule als Garrick
- 2022: Baby Sharks große Show als Vigo, Blizzard Wizzard, Mr. Fish
- 2022: Danger Force als Der Commissioner
- 2022: Lego City – Abenteuer als Schuldirektor Schwartz
- 2023: Godfather of Harlem als Thomas Lucchese

## Computerspiele
- 2020: Cyberpunk 2077 als Cassius Ryder
- 2021: New World als Kräuterhändler Howe
- 2022: New World als Shuong Lin, Enlai Xiang
- 2022: Hogwarts Legacy als Hauself Deek, Kobold, Goblin, Geist